# Vonbezingite
La vonbezingite è un minerale.